# Alpes Boêmios
Os Alpes Boêmios (em Inglês: Bohemian Alps) são uma região no sudeste de Nebraska, a cerca de 40 quilômetros ao norte de Lincoln, Nebraska, ou a 40 quilômetros a oeste de Omaha, Nebraska. O nome das suaves colinas veio dos imigrantes checos que se mudaram para Nebraska. Esta terra os lembrava de sua terra natal e a influência tcheca ainda está presente nesta região.

## Assentamentos
- Abie
- Bruno
- Brainard
- Dwight
- Garland
- Linwood
- Loma
- Malmo
- Morse Bluff
- Prague
- Touhy
- Valparaiso
- Weston